# سونژیو
سونژیو (به فرانسوی: Songieu) یک کمون و در فرانسه است که در Canton of Champagne-en-Valromey واقع شده است.

## خصوصیات
سونژیو ۲۰٫۵۸ کیلومترمربع مساحت و ۱۲۱ نفر جمعیت دارد و ۷۵۰ متر بالاتر از سطح دریا واقع شده است.